# Bulbophyllum chinense
Bulbophyllum chinense là một loài phong lan.